# Citoyens clandestins (mini-série)
Pour les articles homonymes, voir Citoyens clandestins (homonymie).
Production
Diffusion
Citoyens clandestins (dont le titre international est 9/12) est une mini-série télévisée française en quatre épisodes réalisée en 2022 par Lætitia Masson et diffusée le 21 mars 2024 sur Arte.
Cette fiction, qui est une production de Scarlett Production pour Arte, est une adaptation libre du roman policier éponyme de l'écrivain français DOA paru en 2007 aux éditions Gallimard, grand prix de littérature policière en 2007,.

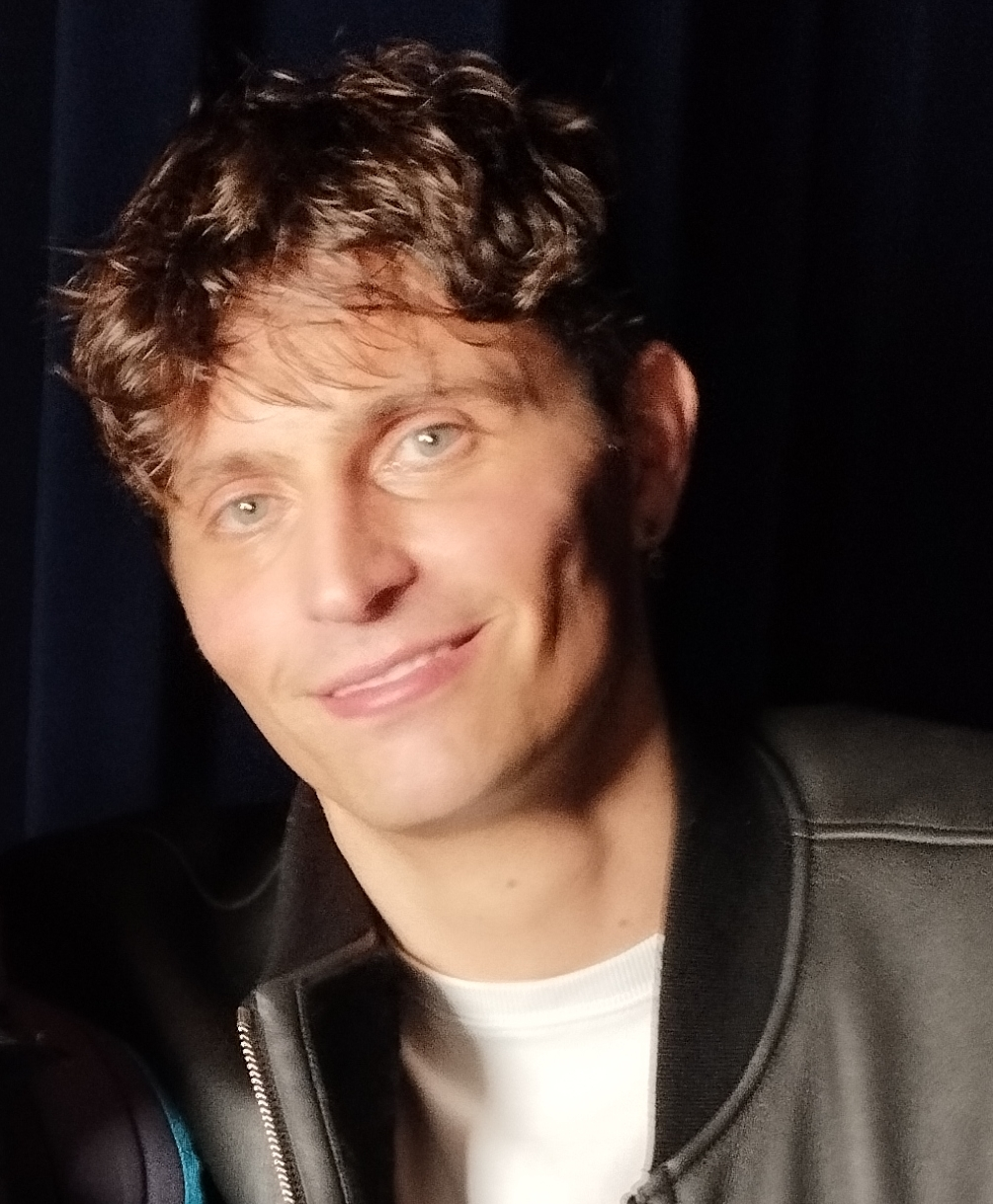
Raphaël Quenard.

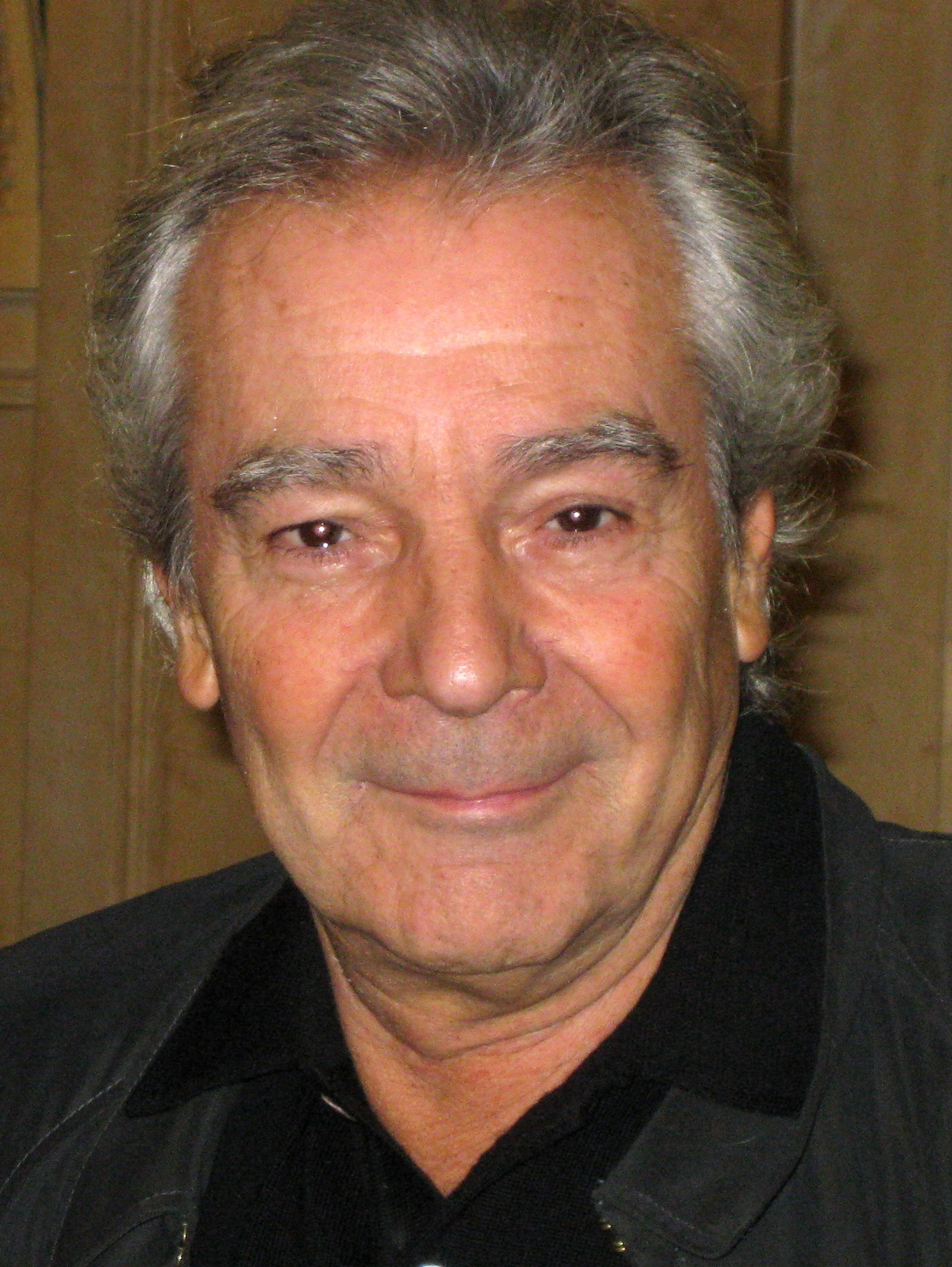
Pierre Arditi.

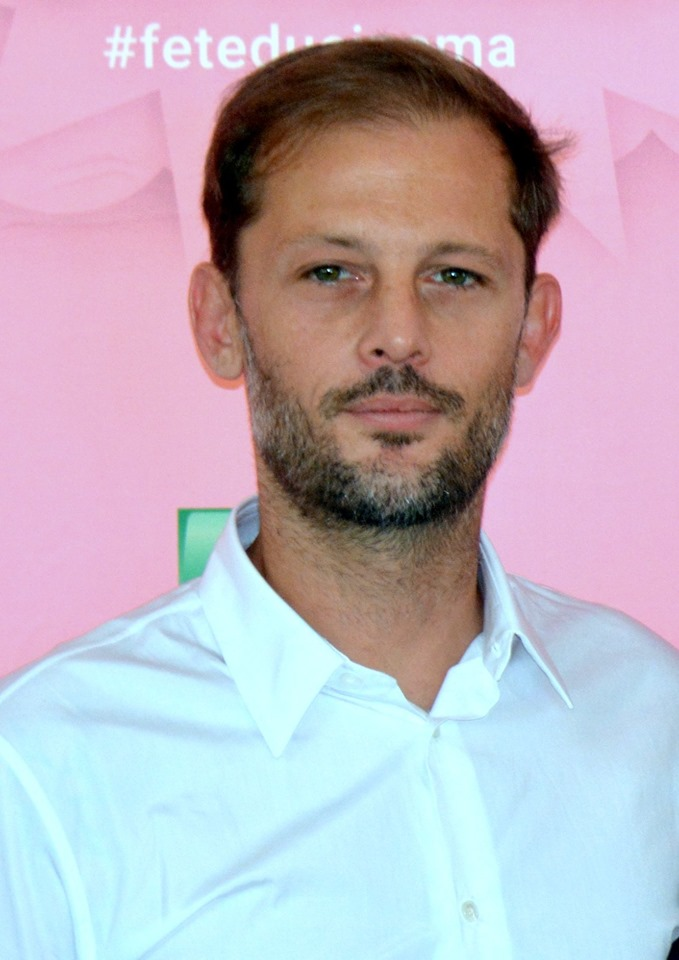
Nicolas Duvauchelle.

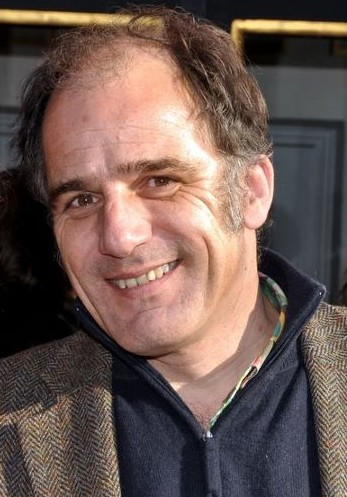
Frédéric Pierrot.

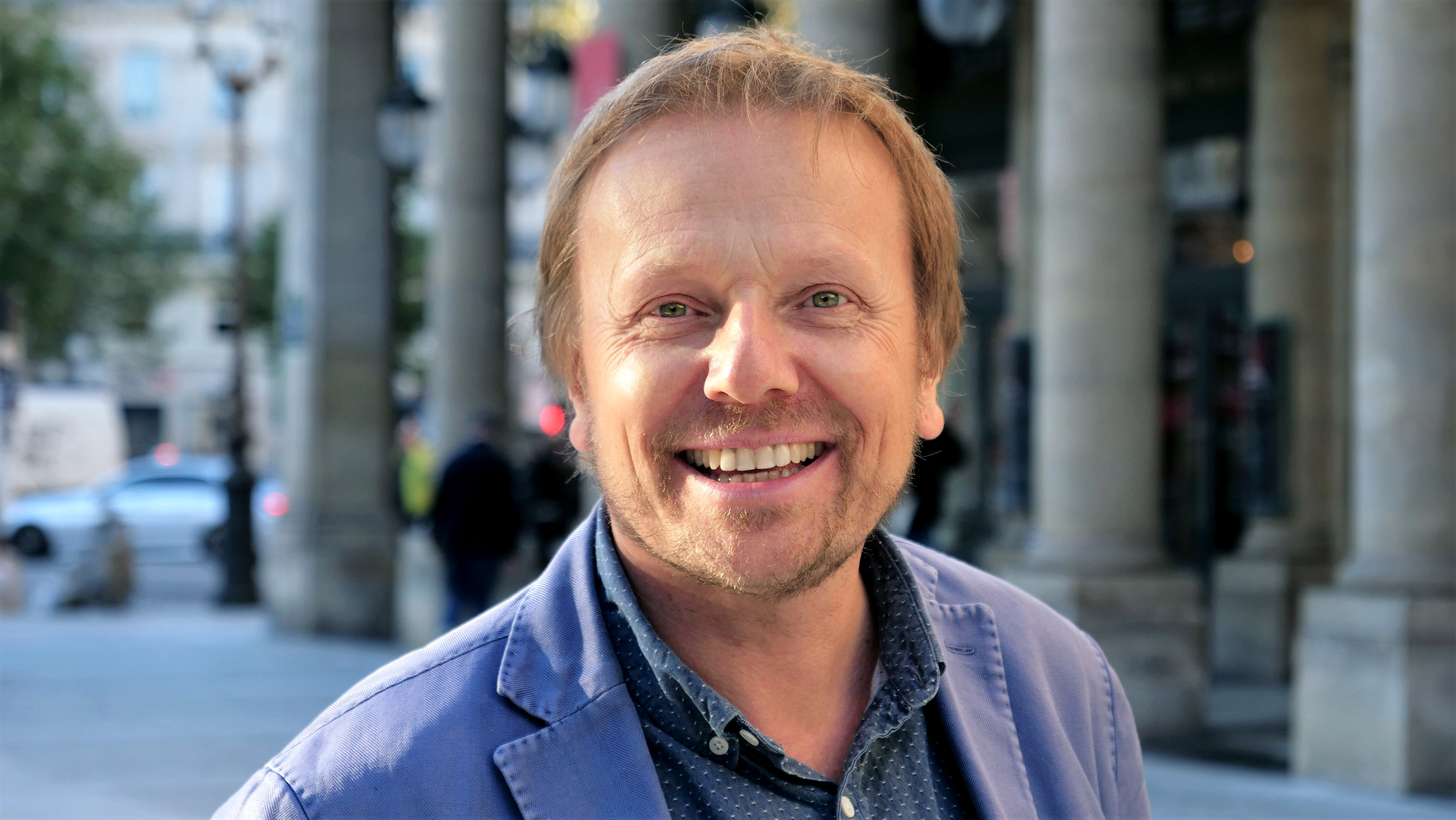
Laurent Stocker.

## Synopsis
Voir le résumé du roman.

## Distribution

### Acteurs principaux
- Raphaël Quenard : Lynx / Servier
- Nailia Harzoune : Amel Balhimer
- Gringe : Fennec / Karim
- Pierre Arditi : Bastien Rougeard
- Nicolas Duvauchelle : le commandant Ponsot
- Frédéric Pierrot : Charles Steiner

### Acteurs secondaires
- Laurent Stocker : Montana, le directeur de la DGSE
- Emmanuel Salinger : Pierre de Stabrath
- Cédric Appietto : Louis
- Gérard Watkins : Arnaud
- Idir Chender : Meunier
- Mehdi Senoussi : Khader
- Amine Lansari : Fodil
- Ernst Umhauer : Jaffar
- Marc Zinga : Martine / Jean-François Donjon
- Mehdi Djaadi : Mohammed Touati
- Pierre-François Garel : Sylvain
- Nathalie Boutefeu : Hélène

## Production

### Genèse et développement
La série est créée, écrite et réalisée par Lætitia Masson,.
Lætitia Masson, qui est une admiratrice de John Le Carré et de Joseph Conrad, explique : « J'avais envie de faire un film existentiel avec de l'action. Je me suis toujours intéressée au rapport entre la politique et l'intime car la politique se nourrit des fragilités de l'être humain. Dans chaque personnage, il y a une faiblesse qui peut l'amener vers le mal que ce soit du côté des terroristes ou des représentants de l'État ».
La production est assurée par Florence Dormoy.

### Attribution des rôles
C'est Lætitia Masson, la réalisatrice et scénariste de la série, qui a repéré Raphaël Quenard pour interpréter le rôle principal : « Je cherchais quelqu'un à la frontière entre la violence et la poésie, je l'avais repéré dire un texte à la Femis et trouvé incroyable, unique, avec quelque chose de sauvage, et crédible en tueur. Je me suis dit qu'il pouvait incarner ce type de héros même s'il n'avait joué que des comédies jusque-là et qu'il était plus jeune (31 ans) que le personnage du livre. D'ailleurs, DOA m'a dit que ce genre de mercenaire peut difficilement rester opérationnel après 40 ans. Dans notre imaginaire, on voit Clint Eastwood mais dans la vraie vie ces gens-là sont plutôt jeunes ».
Parlant de son personnage — directeur de la DGSE —, Laurent Stocker explique qu'il s'agit d'un « type plutôt abominable, pas sympathique du tout, qui liquide sans sourciller les gens qui lui posent problème. C'est un solitaire dont le seul compagnon est son chien. C'est comme beaucoup d'êtres humains qui sont très proches des animaux mais pas du tout des humains ».

### Tournage
Le tournage de la série a lieu du 21 octobre 2022 au 13 janvier 2023 en région parisienne ainsi que dans l'Oise, le Vercors, le Calvados, les Pyrénées-Orientales et en Espagne.

### Fiche technique
Sauf indication contraire, les informations mentionnées dans cette section peuvent être confirmées par les bases de données cinématographiques IMDb et Allociné,  présentes dans la section « Liens externes ».
- Titre français : Citoyens clandestins
- Titre international : 9/12[1]
- Genre : Thriller[1]
- Production : Florence Dormoy[3]
- Sociétés de production : Scarlett Production[3]
- Réalisation : Lætitia Masson[3]
- Scénario : Lætitia Masson[3]
- Montage : Alexandre Auque
- Pays de production :  France
- Langue originale : français
- Format : couleur
- Nombre de saisons : 1
- Nombre d'épisodes[3] : 4
- Durée : 52 minutes[3]
- Dates de première diffusion :
  - France : 21 mars 2024 sur Arte[6]